# 튀르키예 기념관

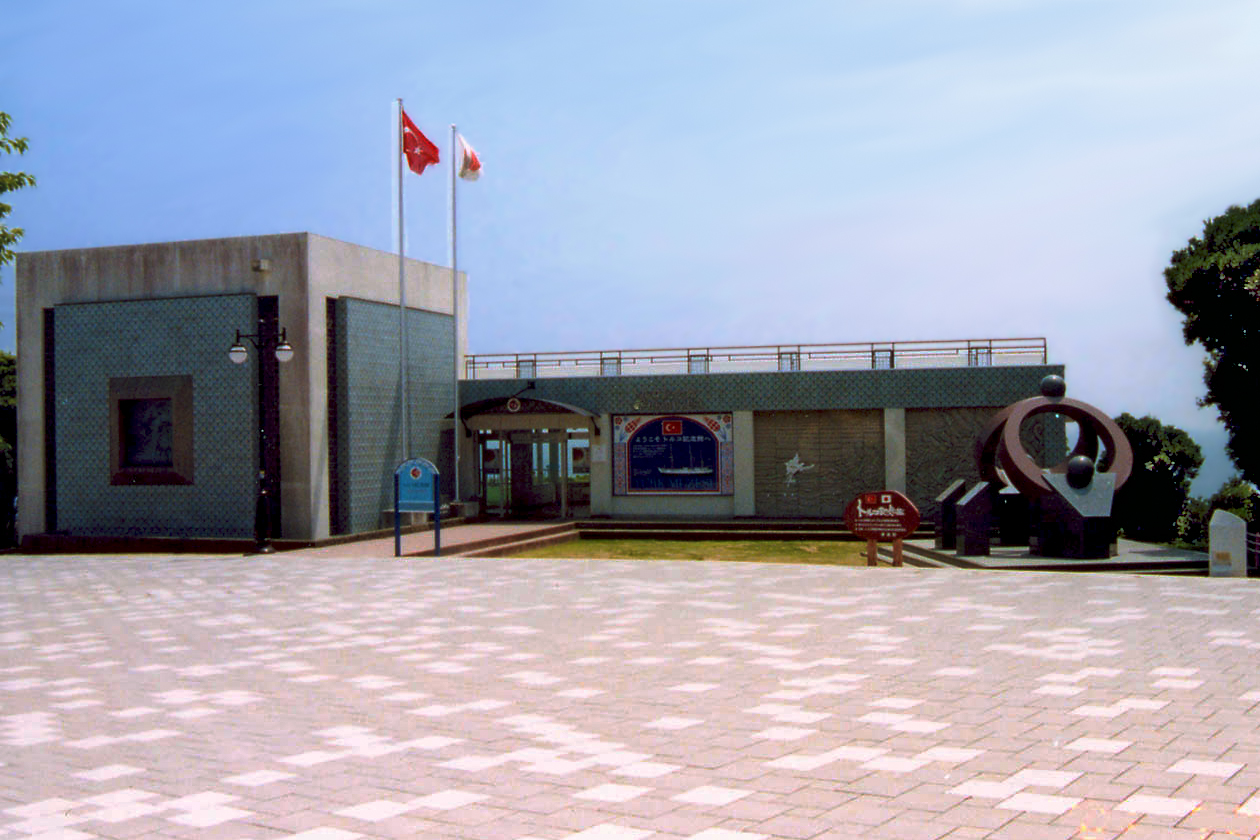
튀르키예 기념관

튀르키예 기념관(일본어: トルコ記念館, 튀르키예어: Türk Müzesi)은 일본 와카야마현 구시모토정 기이오시마섬에 위치한 박물관이다. 1890년 9월 16일에 기이오시마 섬 앞바다에서 조난한 오스만 제국의 에르튀그룰 호 모형과 승무원의 유품 외에도 튀르키예 정부로부터 기증된 물건들을 전시하고 있다.